# Haverlah

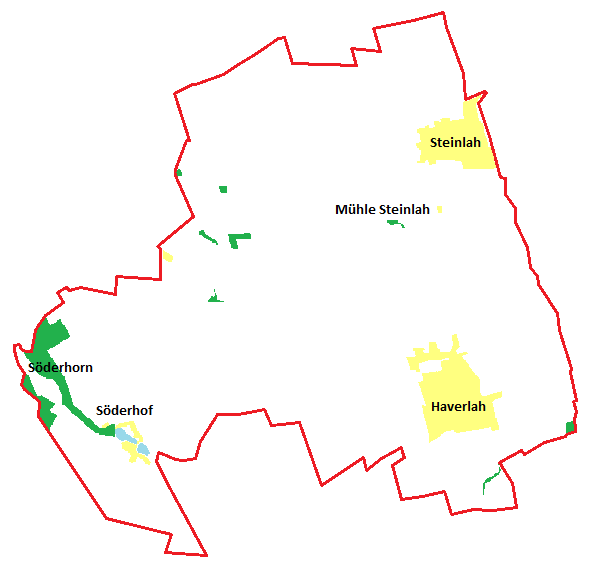
Lage der Ortsteile in der Gemeinde Haverlah

Haverlah [haːfɐ.la] ist eine Gemeinde im Südosten der Samtgemeinde Baddeckenstedt im Landkreis Wolfenbüttel, Niedersachsen, Deutschland.

## Geographische Lage
Haverlah liegt im Urstromtal der Innerste.
Nachbargemeinden sind beginnend im Südwesten im Uhrzeigersinn die zur Samtgemeinde Baddeckenstedt gehörenden Gemeinden Sehlde, Heere und Elbe sowie die kreisfreie Stadt Salzgitter, die Haverlah im Osten und Süden begrenzt.
Ortsteile sind Haverlah, Steinlah und Söderhof. Das Gut Söderhof wurde 1942 bei der Gründung der Stadt Watenstedt-Salzgitter (heute: Stadt Salzgitter) zu Haverlah geschlagen, als Ausgleich für das zu Watenstedt-Salzgitter geschlagene Bergwerk Haverlahwiese.

## Geschichte
Bodenfunde aus den 1950er und 1960er Jahren ergaben, dass die Gegend um Haverlah schon früh besiedelt war. Eine erste Phase reichte von der Jungsteinzeit bis zur frühen Bronzezeit (etwa zwischen 5300 und 1500 v. Chr.) und ist durch Funde von steinernen Beil- und Streitäxten belegt. Aus der Zeit von Christi Geburt bis ins 6. Jahrhundert n. Chr. sind drei kleinere Siedlungen sowie eine kleine Hofstelle nachgewiesen.
Die erste schriftliche Erwähnung des Ortes findet sich in der Stiftungsurkunde des Klosters Ringelheim von 941, in der unter den Besitztümern des Klosters auch welche in Haverlae – so er damalige Ortsname – aufgeführt werden. Die in den Überlieferungen genannten Namen des Ortes schwanken nur wenig, 1125 und 1240 heißt es z. B. Haverlo, ab 1257 Haverla und Hauerla. Die heutige Schreibweise Haverlah ist seit 1740 in Gebrauch.
Das Grundwort lah des Namens leitet sich von der niederdeutschen Silbe -loh ab, mit der eine auf einer Lichtung errichtete Siedlung bezeichnet wurde. Für das Bestimmungswort haver gibt es zwei Deutungen. Die einen sehen im Wort haver eine Abwandlung des althochdeutschen Wortes hevi, das so viel wie Erhöhung bedeutet. Andere gehen von einem Personennamen wie Havardus oder Haawart aus, der der Gründer der Siedlung gewesen sein könnte.
Zu den Grundeigentümern im Ort gehörten neben dem Kloster Ringelheim die Klöster Marienrode und Wöltingerode, ein Teil der Güter wurde 1341 an das Kloster Riechenberg bei Goslar verkauft. Von den Adelsfamilien der Umgebung waren die Familien von Wallmoden, von Schwicheldt, Bortfeld und Cramm im Ort begütert.
Seit der durch Karl den Großen eingeführten Aufteilung Ostfalens in Gaue gehörte Haverlah innerhalb des Hochstifts Hildesheim zum Salzgau. Dieser hatte seinen Namen von den Salzquellen im heutigen Salzgitter-Bad erhalten, Sitz des Gaus war Ringelheim. Anfang des 14. Jahrhunderts wurden aus den bisherigen Bezirken Ämter gebildet und Haverlah gehört seitdem dem Amt Liebenburg an.
Nach Ende der Hildesheimer Stiftsfehde wurde 1523 ein Großteil des Hochstifts Hildesheim dem Herzogtum Braunschweig zugesprochen. Erst 1643 wurde dieses Urteil im Hildesheimer Hauptrezess revidiert und das Hochstift erhielt seine Besitztümer wieder zurück. Im Jahre 1802 wurde Haverlah preußisch, als Hildesheim dem Königreich Preußen angegliedert wurde. In der napoleonischen Zeit von 1807 bis 1813 gehörte Haverlah als Commune im Canton Salzgitter des Distrikts Goslar im Departement der Oker zum Königreich Westphalen.
Nach Auflösung des napoleonischen Königreichs Westphalen kam der Ort 1814/15 zum neuen Königreich Hannover und gehörte wieder dem Amt Liebenburg an, das 1884 wiederum in den Landkreis Goslar überführt wurde. Als zum 1. April 1942 die Stadt Watenstedt-Salzgitter neugegründet wurde, mussten die auf dem Gebiet der Grube Haverlahwiese liegenden Flächen des früheren Vorwerkes von Haverlah an Salzgitter abgetreten werden, als Ausgleich erhielt Haverlah das Gut Söderhof.
Seit Mai 1974 gehört Haverlah zur Samtgemeinde Baddeckenstedt und damit zum Landkreis Wolfenbüttel.

### Einwohnerentwicklung des Ortsteils Haverlah
Die Bevölkerung des Ortes bestand ursprünglich aus Landwirten und Handwerkern. Dies änderte sich nach 1937, als im benachbarten Salzgittergebiet der Eisenerzbergbau und die Reichswerke Hermann Göring aufgebaut wurden. Die Zahl der Einwohner, die Anfang des 20. Jahrhunderts bei 600 bis 650 lag, war 1939 auf 834 angestiegen. Bedingt durch den Zuzug von Flüchtlingen stieg diese Zahl nach Ende des Zweiten Weltkrieges bis auf 1350 an. Seit Ende der 1980er Jahre ist diese auf etwa 800 gesunken. Ein Großteil der Bevölkerung ist heute als Pendler in den umliegenden Industriebetrieben tätig.
| Ortsteil Haverlah – Bevölkerungsentwicklung seit 1539          | Ortsteil Haverlah – Bevölkerungsentwicklung seit 1539 | Ortsteil Haverlah – Bevölkerungsentwicklung seit 1539                                                                 |
| Jahr                                                           | Einwohner*                                            | Entwicklung |
| -------------------------------------------------------------- | ----------------------------------------------------- | --- |
| 1539                                                           | 187                                                   | Hier fehlt eine Grafik, die leider im Moment aus technischen Gründen nicht angezeigt werden kann. Wir arbeiten daran! |
| 1616                                                           | 172                                                   | Hier fehlt eine Grafik, die leider im Moment aus technischen Gründen nicht angezeigt werden kann. Wir arbeiten daran! |
| 1645                                                           | 125                                                   | Hier fehlt eine Grafik, die leider im Moment aus technischen Gründen nicht angezeigt werden kann. Wir arbeiten daran! |
| 1664                                                           | 238                                                   | Hier fehlt eine Grafik, die leider im Moment aus technischen Gründen nicht angezeigt werden kann. Wir arbeiten daran! |
| 1861                                                           | 556                                                   | Hier fehlt eine Grafik, die leider im Moment aus technischen Gründen nicht angezeigt werden kann. Wir arbeiten daran! |
| 1911                                                           | 648                                                   | Hier fehlt eine Grafik, die leider im Moment aus technischen Gründen nicht angezeigt werden kann. Wir arbeiten daran! |
| 1939                                                           | 834                                                   | Hier fehlt eine Grafik, die leider im Moment aus technischen Gründen nicht angezeigt werden kann. Wir arbeiten daran! |
| 1998                                                           | 1149                                                  | Hier fehlt eine Grafik, die leider im Moment aus technischen Gründen nicht angezeigt werden kann. Wir arbeiten daran! |
| * Einwohnerzahl ohne Steinlah und Söderhof (1998 mit Söderhof) |                                                       | |

### Eingemeindungen
Am 1. März 1974 wurde die Nachbargemeinde Steinlah eingegliedert.

## Religion

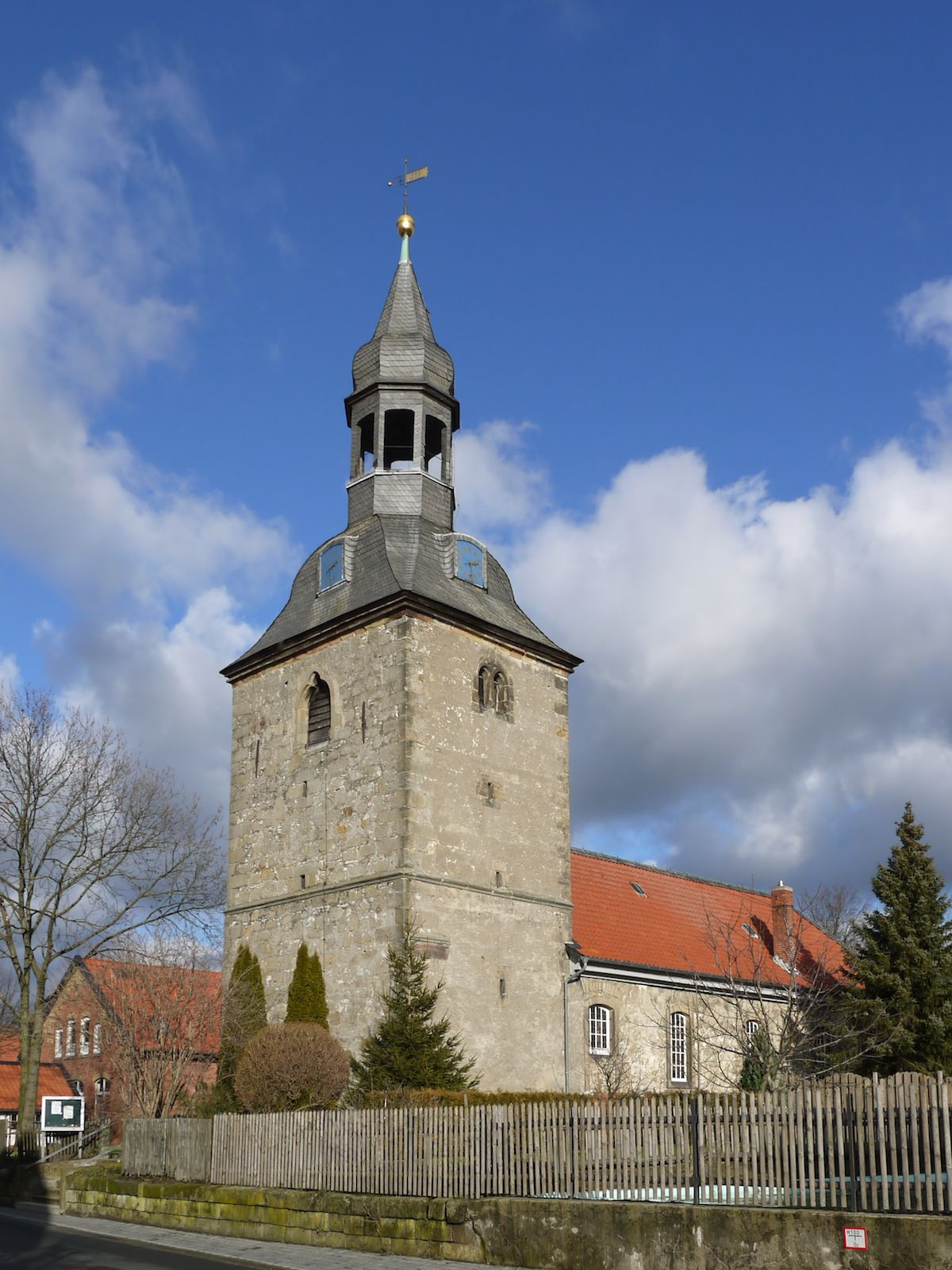
St.-Servatius-Kirche in Haverlah

Eine erste Kirche in Haverlah wird 1209 in einer Urkunde des Papstes Innozenz III. erwähnt, sie gehörte damals zum Kloster Ringelheim. Bei der Belagerung Salzgitters durch Goslarer und Braunschweiger Truppen zu Beginn der Hildesheimer Bierfehde (1481–1486) war dieses Gebäude zerstört worden. Das neue Kirchengebäude wurde wahrscheinlich schon zwei Jahre später errichtet, auf dieses Baujahr deutet die Inschrift „Anno domini 1483“ der Sonnenuhr an der Südseite des Turms der Kirche hin. Der Bau war wie eine Festung gestaltet, er besaß dicke Bruchsteinmauern und anstelle von Fenstern nur kleine Scharten, die Feinden das Eindringen erschweren sollten.
Bei dem großen Brand von 1754, dem ein großer Teil des Ortes zum Opfer fiel, wurde auch die Kirche zerstört, nur die Umfassungsmauern von Turm und Kirchenschiff blieben erhalten. Auf diesen Mauern wurde die Kirche in der heutigen Form wieder aufgebaut, das Kirchengebäude misst 21,5 m × 8 m, der Turm 6,50 m × 8 m. Nach dem Brand erhielt die Kirche auch eine neue Glocke, diese wurde 1853 umgegossen und wurde, da sie gesprungen war, 1910 durch drei neue Glocken ersetzt. Im Zweiten Weltkrieg wurden diese eingeschmolzen und 1951 durch drei neue Eisenhartgussglocken ersetzt, die von der Firma J. F. Weule aus Bockenem gefertigt wurden. Die letzte große Renovierung der Kirche wurde 1973 ausgeführt. Bereits 1955 war die alte Orgel von 1849 durch einen Neubau ersetzt worden.
Bereits 1568 wurde im Herzogtum Braunschweig, zu dem Haverlah zu der Zeit gehörte, durch Herzog Julius (1568–1589) die Reformation eingeführt. Heute (2013) bildet die St.-Servatius-Kirche von Haverlah zusammen mit der St.-Katharinen-Kirche in Steinlah einen Pfarrverbund, der zur Propstei Goslar gehört.
Die nächstgelegene katholische Gemeinde ist in Salzgitter-Ringelheim.

## Politik

### Gemeinderat
Der Rat der Gemeinde Haverlah setzt sich aus elf Mitgliedern zusammen. Die Ratsmitglieder werden durch eine Kommunalwahl für jeweils fünf Jahre gewählt.
Bei der Kommunalwahl 2021 ergab sich folgende Sitzverteilung:
| Gemeinderat 2021Insgesamt 11 Sitze - SPD: 5 - BüFo: 3 - CDU: 2 - FDP: 1 |

### Bürgermeister
Bürgermeister ist André Beims (SPD), sein 1. Stellvertreter ist Oliver Wölbern (Bürgerforum), 2. Stellvertreter René Weniger (CDU).

### Samtgemeinderat und Kreistag
In den Gremien der übergeordneten Verwaltungskörperschaften sind seit der Kommunalwahl am 12. September 2021 folgende Mandatsträger aus der Gemeinde Haverlah vertreten:
Samtgemeinderat Baddeckenstedt: Björn Hoffmeister (SPD), Martha-Theres Sander (CDU), Michael Tempel (SPD), Hans-Heinrich Wolf (Bürgerforum)
Kreistag Wolfenbüttel: Marcel Kamphenkel (SPD)

### Wappen
Im Wappen von Haverlah tritt in Gold ein roter Hirsch aus dem hinteren Schildrand hervor. Der Hirsch versinnbildlicht die Endsilbe „lah“, die „Wald“ bedeutet. Die Farben Rot-Gold sind die des Hochstifts Hildesheim, in dessen Einflussbereich Haverlah jahrhundertelang lag.

## Wirtschaft und Infrastruktur

### Verkehrsanbindung
Die Bundesstraße 6 Hildesheim–Goslar führt durch das Gemeindegebiet.
Die nächstgelegenen Bahnhöfe befinden sich in Baddeckenstedt an der Bahnstrecke Hildesheim–Goslar und in Salzgitter-Bad an der Bahnstrecke Braunschweig–Salzgitter-Bad.

### Energieerzeugung
Die Gemeinde ist Vorrangstandort für Windenergieanlagen. Aktuell sind im Vorranggebiet westlich der Ortschaft Steinlah 13 Anlagen verschiedener Baujahre und Größen im Betrieb. Nördlich des Bestandes entstehen aktuell die ersten 6 Anlagen der aktuellen 250-m-Klasse. Südlich der B6 ist mittlerweile ebenfalls ein Vorranggebiet ausgewiesen, dass den Lückenschluss zu den 6 Anlagen nahe der Ortschaft Ringelheim bedeutet. Zusätzlich stehen noch die 6 ältesten Anlagen der Gemeinde zwischen den Ortschaften Haverlah und Steinlah im Umfeld der Mühle Steinlah. Durch Bauleitplanung der Gemeinde ist die Bebauung des Gebietes südlich der B6 mit dem Abbau dieser Altanlagen verbunden, um die Belastung der Bevölkerung in Grenzen zu halten. Die Gemeinde leistet einen erheblichen Beitrag zur Energieautarkie des Landkreises Wolfenbüttel.

### Wirtschaft
Die Gewerbenutzung hat ihren Schwerpunkt im Ort Haverlah und ist durch Handwerk und Mittelstand geprägt. In Steinlah liegt der Schwerpunkt im Bereich Pferdehaltung mit Reiterhof und therapeutischem Reiten.

## Persönlichkeiten
- Justus Erich Walbaum (1768–1837) aus Steinlah, Schriftgießer und Schöpfer der nach ihm benannten Lettern
- Franz Anton Erich Moritz Müller (1791–1858), der sich nach seinem Geburtsort „Moritz Steinla“ nannte, Professor an der Kunstakademie in Dresden und ein berühmter Kupferstecher
- Hermann Beims (1863–1931), Oberbürgermeister Magdeburgs von 1919 bis 1931
- Jochen-Konrad Fromme (* 1949), Bundestagsabgeordneter in der 14. bis 16. Wahlperiode und Landesvorsitzender des CDU-Landesverbandes Braunschweig